# 유다빈밴드
유다빈밴드는 대한민국의 인디 록밴드이다. 2021년 3월 9일 싱글 앨범 [LETTER]로 데뷔했다. 싱어송라이터인 유다빈을 중심으로 만들어진 호원대학교 동문 밴드이다. Mnet에서 방영하는 밴드 서바이벌 프로그램 그레이트 서울 인베이전 오디션에 유다빈밴드로 참가하여 본선 진출에 합격했고, 사람들의 큰 사랑을 받았다.

## 방송
- 그레이트 서울 인베이전 (2022) - 3위

## 음반
- 인디스땅스 2020 컴필레이션 (2020)
- LETTER (2021)
- 담 (2021)
- 이 계절의 바람 속에서 나 변함없이 춤추네 (2021)
- 고열 (2021)
- 유다빈밴드 1집 (2021)
- 마침표 (2022)
- 안중 (2022)
- 그레이트 서울 인베이전 Section 2 (2022)
- 그레이트 서울 인베이전 Section 4 (2022)
- 그레이트 서울 인베이전 Section 7 (2022)
- 사랑한다는 말로도 위로가 되지 않는 (2022)
- 미씽: 그들이 있었다2 OST Special/Part.2 (2023)
- 꿈보다 더 (2023)
- 항해 (2023)
- ONCE (2023)
- 사포닌 같은 너 (2023)
- 지난 이야기〈산울림 50주년 기념 프로젝트〉(2024)
- 털어버리자 (2024)
- 그런갑다... (2024)
- IGNITE (2024)
- 오늘은 잠에 들 거에요 (2024)

## 공연
- 먼데이프로젝트 IN 라이브클럽 [유다빈밴드 단독 콘서트] (2022)
- 그레이트 서울 인베이전 전국투어 콘서트 (2022)
- US EARTH FESTIVAL ESG festival 2022 (2022)
- 그랜드 민트 페스티벌 2022 (2022)